# استول‌اکتون
استول‌اکتون (به انگلیسی: Acetolactone) با فرمول شیمیایی C۲H۲O۲ یک ترکیب شیمیایی است. که جرم مولی آن ۵۸٫۰۴ g/mol می‌باشد. 